# 8386 Ванвінкенрой
8386 Ванвінкенрой (8386 Vanvinckenroye) — астероїд головного поясу, відкритий 27 січня 1993 року.
Тіссеранів параметр щодо Юпітера — 3,278.